# Ieva Gumbs

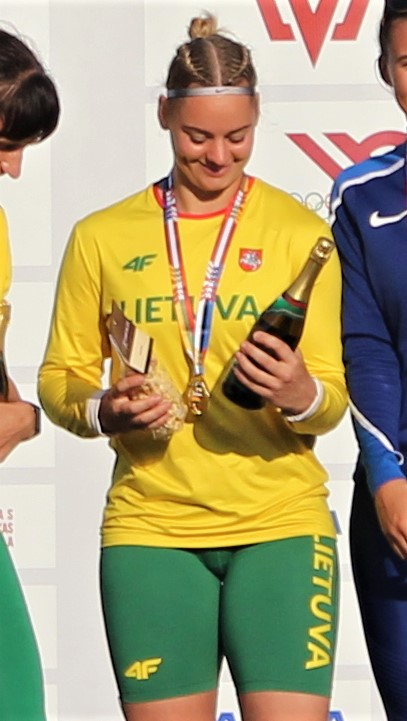
Ieva Zarankaitė, 2020

Ieva Gumbs (* 23. November 1994 in Utena als Ieva Zarankaitė) ist eine litauische Leichtathletin, welche sich auf das Kugelstoßen, den Diskuswurf und den Hammerwurf spezialisiert hat.

## Karriere
Bei den Leichtathletik-Junioreneuropameisterschaften 2013 im Stadio Raul Guidobaldi in Rieti nahm sie teil und verpasste mit einer Weite von 50,37 Metern als Vierte eine Medaille. Am 26. Juli 2013 startete Ieva Zarankaitė bei den litauischen Leichtathletik-Meisterschaften in Šiauliai im Diskuswurf. Mit einer Weite von 49,64 Metern belegte sie hinter der Seriensiegerin Zinaida Sendriūtė den zweiten Platz. Ein Jahr später holte sie sich im Alter von 19 Jahren ihren ersten litauischen Meistertitel. Am 26. Juli 2014 siegte sie im Kugelstoßen mit einer Weite von 14,49 Metern und im Diskuswurf sicherte sie sich hinter Zinaida Sendriūtė erneut die Silbermedaille.
Zwischen 2015 und 2017 sicherte sich Ieva Zarankaitė bei den litauischen Meisterschaften jeweils die Silbermedaille im Diskuswurf. Am 18. Juli 2016 sicherte sie sich in Palanga neben der Silbermedaille im Diskuswurf eine weitere Medaille. Im Hammerwurf belegte sie an diesem Tag den dritten Platz und gewann die Bronzemedaille. Ein Jahr später gewann sie 21. Juli 2017 in Palanga im Hammerwurf hinter Aistė Žiginskaitė die Silbermedaille.
Im Jahr 2018 sicherte sie sich bei den litauischen Meisterschaften insgesamt zwei Meistertitel. Nach 2014 konnte sie am 27. Juli 2018 in Palanga mit einer Weite von 15,96 Metern erneut litauische Meisterin im Kugelstoßen werden. Nachdem Zinaida Sendriūtė ihre Karriere beendet hatte, sicherte sich Ieva Zarankaite mit einer Weite von 55,62 Metern den Meistertitel im Diskuswurf und wurde damit die Nachfolgerin von Sendriūtė. Durch ihre guten Leistungen in der Saison qualifizierte sie sich für die Leichtathletik-Europameisterschaften 2018 in Berlin und startete dort sowohl im Kugelstoßen als auch im Diskuswurf. In beiden Disziplinen scheiterte sie klar in der Qualifikation. 2019 gewann sie bei der Sommer-Universiade in Neapel mit 56,75 m die Bronzemedaille hinter der Italienerin Daisy Osakue und Claudine Vita aus Deutschland und belegte im Kugelstoßen mit 14,51 m Rang zwölf.